# Российская академия образования
Федеральное государственное бюджетное учреждение «Росси́йская акаде́мия образова́ния» (сокр. ФГБУ «Российская академия образования», Российская академия образования, РАО) — государственная академия наук Российской Федерации, объединяющая учёных, работающих в сфере образования и педагогики.

## История
Академия педагогических наук РСФСР была создана в 1943 году, в 1966 году она была преобразована в Академию педагогических наук СССР при Министерстве просвещения СССР. Преемницей ликвидированной АПН СССР в 1992 году стала РАО. Члены всесоюзной академии, избранные до 1991 года, в 1996 году по постановлению Президиума Российской академии образования были включены в состав РАО (в том числе в статусе иностранных членов).
Президентом-организатором РАО 19 декабря 1991 года был назначен доктор психологических наук А. В. Петровский. Он же был избран её первым президентом (1992—1997).

### Реформа РАО
В июне 2013 года Правительство Российской Федерации в лице Минобрнауки России инициировало процесс реорганизации государственных академий наук (Российской академии наук, Российской академии медицинских наук, РАСХН, Российской академии образования, Российской академии архитектуры и строительных наук и Российской академии художеств). В сентябре 2013 года был принят Федеральный закон «О Российской академии наук, реорганизации государственных академий наук и внесении изменений в отдельные законодательные акты Российской Федерации». В октябре 2013 года с избранием президентом РАО профессора Л. А. Вербицкой началась практическая реализация реформы РАО, призванная сделать Академию более динамичной и эффективной. По мнению философа и культуролога Сергея Гаврова:

Система образования должна готовить не только человека образованного, но и гражданина, патриота России… Государственное осознание роли РАО в образовании и воспитании подрастающего поколения позволит по достоинству оценить саму Академию, и её роль в жизни страны.
Согласно Постановлению Правительства Российской Федерации от 26 декабря 2013 года № 1290 научно-исследовательские институты, подведомственные РАО, были отнесены к ведению Минобрнауки России. Минобрнауки стало выполнять функции учредителя НИИ, хотя в названиях институтов сохранилось упоминание академии. С разделением в мае 2018 года Минобрнауки России на Министерство науки и высшего образования и Министерство просвещения НИИ, ранее подведомственные РАО, были перераспределены между этими двумя ведомствами.
В декабре 2014 года была проведена реорганизация институтов, входивших в систему РАО, — из 22 было создано 10 научных организаций (впоследствии сокращено до 5).
В октябре 2015 года к Академии образования в качестве структурного подразделения была присоединена Научная педагогическая библиотека имени К. Д. Ушинского.
Функции и полномочия учредителя и собственника федерального имущества Академии от имени Российской Федерации осуществляются Правительством Российской Федерации. Отдельные функции и полномочия учредителя Академии, предусмотренные настоящим уставом, осуществляются Министерством науки и высшего образования Российской Федерации (до мая 2018 года — Министерство образования и науки Российской Федерации). Отдельные функции и полномочия собственника федерального имущества Академии, предусмотренные уставом РАО, осуществляются Федеральным агентством по управлению государственным имуществом.

## Состав и структура РАО
Последние выборы в РАО состоялись 26 февраля 2025 года. Количество членов РАО на 3 июня 2025 года — 263 (академиков — 121, в том числе женщин — 32, и членов-корреспондентов — 142, в том числе женщин — 62), а также почётных членов — 11 и иностранных членов — около 45.
В структуру РАО входят:
- Президент РАО
- Президиум РАО
- Отраслевые отделения РАО:

- Отделение философии образования и теоретической педагогики
- Отделение психологии и возрастной физиологии
- Отделение общего среднего образования
- Отделение профессионального образования
- Отделение образования и культуры

- Региональные отделения РАО:

- Сибирское (действует на базе Сибирского федерального университета (до 2016 года — Красноярского университета), Красноярск),
- Северо-Западное (на базе Российского государственного педагогического университета, Санкт-Петербург),
- Южное (на базе Ростовского государственного педагогического университета, Ростов-на-Дону),
- Центральное (на базе Федерального научного центра психологических и междисциплинарных исследований (до 2023 года — Психологический институт РАО), Москва),
- Дальневосточное (на базе Дальневосточного федерального университета, Владивосток),
- Поволжское (Казань)

- Научная педагогическая библиотека имени К. Д. Ушинского (структурное подразделение РАО)

- Научный архив Российской академии образования (отдел в составе библиотеки)

В 2016 году введено почётное звание «Профессор РАО», присваиваемое — с ограничением по возрасту (50 лет) — за заслуги в научной деятельности. Обладатели рассматриваются как усиление и кадровый резерв академии. Это звание введено по аналогии с ранее учреждённым званием «профессор РАН».

### Научно-исследовательские институты, входившие в систему РАО
Институт, подведомственный Министерству науки и высшего образования Российской Федерации (Минобрнауки России)
- Федеральный научный центр психологических и междисциплинарных исследований (до 2023 года — Психологический институт РАО, в этом же году к Институту присоединен Институт педагогики, психологии и социальных проблем (Казань, до 28 апреля 2016 года — Институт проблем национальной и малокомплектной школы РАО, который был образован в результате объединения Института педагогики и психологии профессионального образования РАО с Институтом образования малочисленных народов Севера, Сибири и Дальнего Востока РАО)

Институты, подведомственные Министерству просвещения Российской Федерации
- Институт развития, здоровья и адаптации ребёнка (до 2024 года — Институт возрастной физиологии РАО)[16]
- Институт коррекционной педагогики
- Институт содержания и методов обучения[17] (до 2024 года — Институт стратегии развития образования, образован в результате объединения Института стратегии и теории образования (до 27 августа 2014 года — Институт теории и истории педагогики РАО), Института инновационной деятельности в образовании РАО, Института содержания и методов обучения РАО, Института образовательных технологий РАО и Института стратегических исследований в образовании РАО, в январе 2023 года к Институту присоединен Институт художественного образования и культурологии РАО, созданный в результате объединения Института художественного образования РАО и Института культурологии образования РАО)[18]
- Институт изучения детства, семьи и воспитания (создан в результате объединения Института психолого-педагогических проблем детства РАО, Института социальной педагогики РАО и Института семьи и воспитания РАО)

В 2007—2018 годах в Новосибирске существовал Институт педагогических исследований одарённости детей РАО, который приказом Министерства просвещения Российской Федерации от 04.12.2018 № 275 был переименован в Центр обеспечения деятельности и управления административными зданиями, лишился статуса научно-исследовательского института и был переведён в Москву. Институт изначально был создан в 1985 году как НИИ информатики и вычислительной техники АПН СССР. С 1992 года — Институт программных средств обучения РАО. С 1995 года — Сибирский институт образовательных технологий РАО. С 2003 года — Институт электронных программно-методических средств обучения РАО.
До 2015 года в Томске существовал Институт развития образовательных систем РАО, присоединенный к Томскому государственному педагогическому университету.
До 2015 года в Красноярске существовал Институт проблем непрерывного образования Российской академии образования, присоединенный к Сибирскому федеральному университету.
До 2023 года в Москве существовал Институт управления образованием РАО, к которому в декабре 2014 года присоединены Институт социализации и образования РАО, Институт социологии образования РАО, Институт информатизации образования РАО, Институт педагогического образования и образования взрослых и Институт научной и педагогической информации РАО и который в январе 2023 года был присоединен к Федеральному институту цифровой трансформации в сфере образования.

### Образовательные учреждения, бывшие подведомственными РАО
До 2015 года РАО были подведомственны три московские школы — Школа № 91, Школа № 710, Школа № 600, которые были переданы Департаменту образования города Москвы).
До 24 февраля 2016 года РАО выступала соучредителем Университета Российской академии образования, реорганизованного в Университет Российского инновационного образования.

## Руководители академии

### Президенты АПН РСФСР
- В. П. Потёмкин (1943—1946)
- И. А. Каиров (1946—1967)

### Президенты АПН СССР
- В. М. Хвостов (1967—1971)
- В. Н. Столетов (1972—1981)
- М. И. Кондаков (1981—1987)
- И. Д. Зверев (1987—1988, и. о.)
- В. Д. Шадриков (1989—1990, и. о.)
- В. Г. Костомаров (1990—1991)

### Президенты РАО
- А. В. Петровский (1992—1997)
- Н. Д. Никандров (1997—2013)
- Л. А. Вербицкая (2013—2018)
- Ю. П. Зинченко (2018—2021)
- Э. В. Галажинский (6 февраля — 30 июня 2021, врио)[26]
- О. Ю. Васильева (с 30 июня 2021)[1]